# Charles Duccilli
Charles Duccilli (Filadelfia; 14 de febrero de 1946) es un exdelantero de fútbol estadounidense.

## Clubes
| Club                             | País           | Año       |
| -------------------------------- | -------------- | --------- |
| Philadelphia Spartans            | Estados Unidos | 1969-1972 |
| Philadelphia Ukrainians (cesión) | Estados Unidos | 1971      |
| Philadelphia Atoms               | Estados Unidos | 1973-1974 |
| Delaware Wings                   | Estados Unidos | 1974      |
| New Jersey Brewers               | Estados Unidos | 1974      |
| Pittsburgh Miners                | Estados Unidos | 1975      |
| Philadelphia Ukrainians          | Estados Unidos | 1975      |
| New Jersey Americans             | Estados Unidos | 1976      |

## Palmarés

### Títulos nacionales
| Título                       | Equipo             | País           | Año  |
| ---------------------------- | ------------------ | -------------- | ---- |
| North American Soccer League | Philadelphia Atoms | Estados Unidos | 1973 |